# Thymoites levii
Thymoites levii là một loài nhện trong họ Theridiidae.
Loài này thuộc chi Thymoites. Thymoites levii được miêu tả năm 1973 bởi Gruia.